# 鬼斧魔差3
《鬼斧魔差3》（英語：Hatchet III）是一部2013年的美国砍杀电影，由B.J.麦克唐奈（B. J. McDonnell）执导，亞當·格林编剧。这是《鬼斧魔差2》的续集，也是整个系列的第三部作品。肯恩·哈德第三次饰演主要反派维克多·克劳利，而丹妮尔·哈里斯（Danielle Harris）则回归扮演主角玛丽贝斯·邓斯顿。

## 剧情
在成功杀死维克多·克劳利后，玛丽贝斯·邓斯顿满身是血、神志不清地回到了城市。她走进杰斐逊教区警察局，由于拿着维克多的头皮，她很快被拘留。随着在蜜岛沼泽发现大规模杀戮，尽管玛丽贝斯发誓她是无辜的，警长福勒仍将她列为头号嫌疑犯。福勒带着医护人员和消防队前往沼泽，留下副警长温斯洛负责警局。
福勒的前妻阿曼达是一名记者，也是维克多·克劳利传说的专家，她来到警局采访玛丽贝斯。在采访中，阿曼达告诉玛丽贝斯，维克多被诅咒，每晚都会重复同一个夜晚，除非他得到他想要的东西——他的父亲托马斯·克劳利。她还告诉玛丽贝斯，她是唯一能结束维克多的人，因为她的血统将她与她的父亲萨姆森联系在一起，而萨姆森参与了当年导致维克多死亡的火灾。
在蜜岛沼泽，维克多的尸体被装袋放进水上救护车。突然，维克多复活了，并屠杀了大部分第一响应队员，只有福勒和包括安德鲁在内的两名医护人员幸存。回到警局后，阿曼达听到无线电里的惨剧后说服副警长温斯洛释放玛丽贝斯，并帮助她拯救沼泽里的幸存者。
与此同时，回到沼泽，一个由泰勒·霍斯领导的特警队接手了福勒的行动，并带领一小队副警长前往克劳利的房子。然而，维克多迅速杀死了几乎整个小队，只有特警队员多尔蒂、安德鲁和福勒在混乱中逃脱。阿曼达、温斯洛和玛丽贝斯设法从维克多的种族主义远亲阿博特·麦克穆伦那里取得了托马斯·克劳利的骨灰。
安德鲁、福勒和多尔蒂成功逃脱维克多的追杀，并把自己关在水上救护车里。然而，不久后，维克多开始用砂带机锯开船壁。与此同时，阿曼达、温斯洛和玛丽贝斯来到被烧毁的克劳利房子外的沼泽。阿曼达喊叫维克多，告诉他他们有他父亲的骨灰。听到阿曼达的声音，福勒感到松了一口气，但很快被维克多抓住并用砂带机杀死。维克多还抓住多尔蒂，把她拉过金属门上的锋利孔洞，使她内脏外露，但安德鲁成功躲藏并幸存下来。
维克多回到他被毁的家，发现阿曼达和副警长温斯洛在那里，但在看到骨灰时没有攻击。玛丽贝斯把她父亲的骨灰递给维克多，并为她父亲对他所做的一切道歉。然而，当维克多就要接过骨灰时，副警长温斯洛误认为是要攻击于是开枪打倒了他。维克多愤怒地起身杀死了温斯洛和阿曼达，然后抓住玛丽贝斯，把她刺在樹枝上，重伤了她。就在维克多准备杀死她时，玛丽贝斯把骨灰坛砸在维克多的头上，他父亲的骨灰使他的身体开始融化。玛丽贝斯用最后一点力气抓起特警队的一支枪，轰掉了维克多的遗体，然后倒下。国家警卫队随后抵达，安德鲁脱离危险，从船上出来向直升机发出信号。就在屏幕变黑的那一刻，玛丽贝斯喘息了一下，她的命运未知。